# Chlorotettix filamentus
Chlorotettix filamentus är en insektsart som beskrevs av Delong 1937. Chlorotettix filamentus ingår i släktet Chlorotettix och familjen dvärgstritar. Inga underarter finns listade i Catalogue of Life.